# Jesús López Pacheco
Jesús López Pacheco (* 13. Juli 1930 in Madrid; † 6. April 1997 in London, Ontario) war ein spanischer Schriftsteller.
López Pacheco studierte Philosophie und Literatur an der Universität Madrid. Er engagierte sich in der kommunistischen Studentenbewegung gegen die Franco-Diktatur und gehörte seit 1955 zu einer kommunistischen Gruppe um Enrique Múgica Herzog, die einen Congreso de Escritores Jóvenes vorbereitete. Nach der Teilnahme an einem Treffen mit Dionisio Ridruejo, Miguel Sánchez-Mazas Ferlosio, Javier Pradera, Enrique Múgica, Ramón Tamames und anderen, bei dem ein am 1. Februar 1956 verbreitetes Manifest vorbereitet wurde, wurde López verhaftet.
Neben Gedichtbänden wie Dejad crecer este Silencio (1953 mit dem Premio Adonais ausgezeichnet), Mi corazón se llama Cudillero (1961), Pongo la mano sobre España (1961) und Canciones del amor prohibido (1961) erschien als sein Hauptwerk 1958 der sozialkritische Roman Central Eléctrica. 1967 ging López nach Moskau, im Folgejahr wurde er Gastprofessor für Literatur an der University of Western Ontario.
Er übersetzte Werke amerikanischer und englischer Autoren ins Spanische und veröffentlichte 1970 den Gedichtband Delitos contra la Esperanza. 1973 erschien sein zweiter Roman La hoja de parra. 1989 veröffentlichte López das Theaterstück Máquina contra la Soledad o la Scherezada electrónica, im Folgejahr eine Sammlung von Erzählungen unter dem Titel Lucha contra el Murciélago. Gedichte, die sein politisches Exil reflektieren, erschienen 1991 in dem Band Asilo poético: poemas escritos en Canadá 1968-1990. Gedichte und Prosatexte vereint der Band Ecólogas y urbanas, manual para evitar un fin de siglo siniestro (1996).
Lópet starb 1997 an Lungenkrebs.